# Yvonne B. Miller

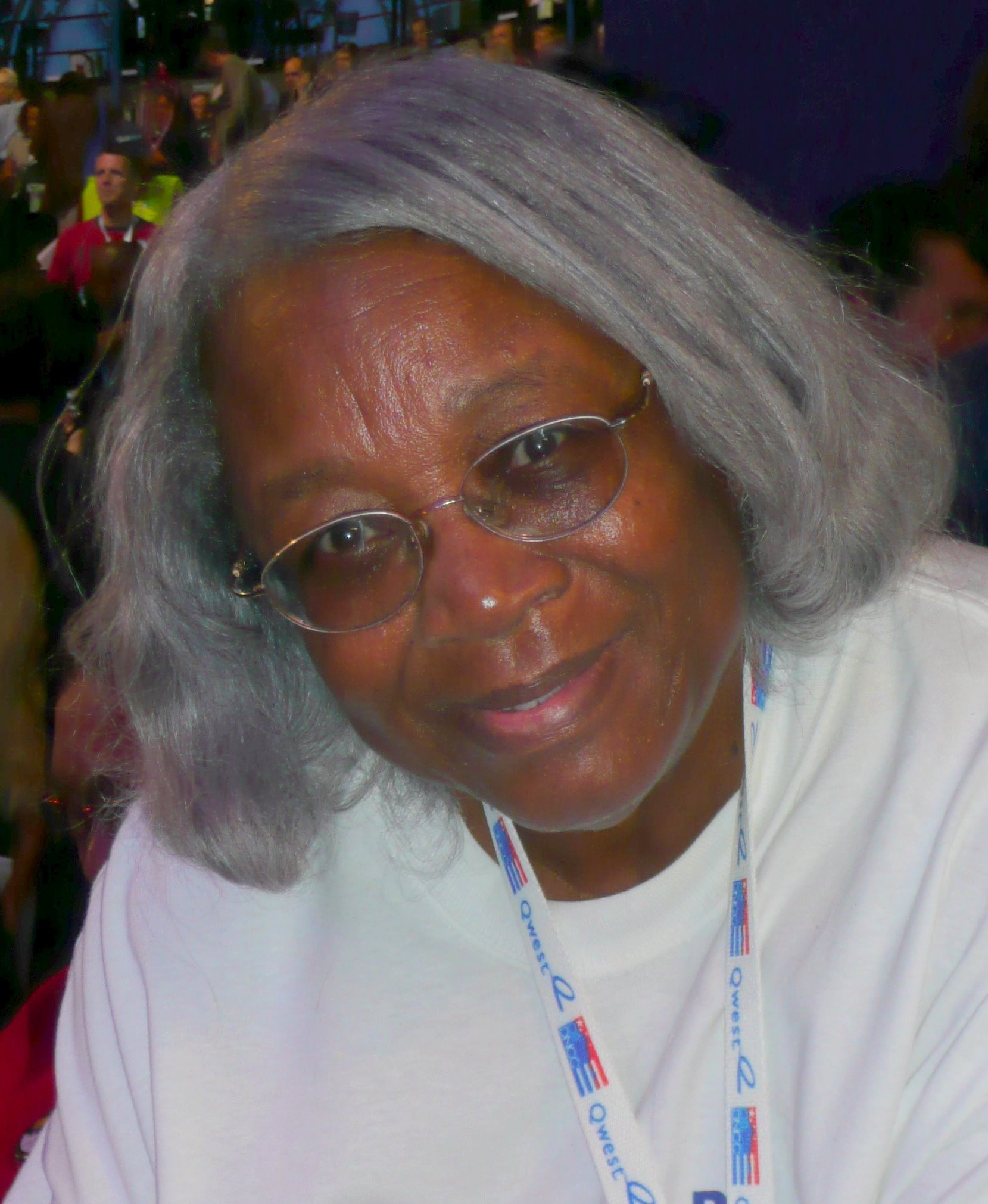

Yvonne Bond Miller (ur. 4 lipca 1934 w Edenton, zm. 3 lipca 2012 w Norfolk) – amerykańska polityk, członek niższej izby parlamentu stanowego Wirginii, z ramienia Partii Demokratycznej.

## Życiorys
Urodziła się w Edenton w Północnej Karolinie była najstarszą z trzynaściorga dzieci. Rozpoczęła naukę w szkole publicznej Norfolk, a później uzyskała tytuł Master of Arts. Wstąpiła do Wydziału Edukacji w Norfolk, a także została wybrana do senatu w Wirginii. W 1996 roku stała się pierwszą kobietą, która przewodniczyła w komisji senackiej. W 1999 przeszła na emeryturę.